# Garden City (Alabama)
Garden City – miasto w Stanach Zjednoczonych, w stanie Alabama, w hrabstwie Cullman. W roku 2023 miasto zamieszkiwało 541 osób, a gęstość zaludnienia wynosiła 91,7 osoby/km².